# Copa Presidente de la AFC 2013
La Copa Presidente de la AFC 2013 es la 9.ª edición de dicho torneo, el cual es organizado por la AFC.
El FC Balkan de Turkmenistán venció en la final al KRL FC de Pakistán en la final para ser el primer club de Turkmenistán en ganar el título.

## Participantes
La AFC el 12 de noviembre del 2012 decidió quienes iban a participar en esta edición, donde tomaron decisiones sobre los cambios en esta edición, los cuales fueron:
- La AFC aprobó la participación de Filipinas por primera vez en el torneo.[4]
- Los equipos de Tayikistán fueron promovidos para jugar en la Copa de la AFC 2013.[5]

## Distribución de Participantes por País
La AFC decidió cuales países iban a participar en el torneo, lo cual decidieron en noviembre del 2012.
| Zona Oeste Asiático | Zona Oeste Asiático    | Zona Oeste Asiático | Zona Oeste Asiático  | Zona Oeste Asiático  | Zona Oeste Asiático | Zona Oeste Asiático | Zona Oeste Asiático | Zona Oeste Asiático |
| Asociación          | Asociación             | Puntos              | AFC Champions League | AFC Champions League | AFC Cup             | AFC Cup             | AFC Cup             | AFC President's Cup |
| Asociación          | Asociación             | Puntos              | Fase de Grupos       | Ronda de Play-Off    | Fase de Grupos      | Ronda de Play-Off   | Ronda Previa        | Fase de Grupos      |
| ------------------- | ---------------------- | ------------------- | -------------------- | -------------------- | ------------------- | ------------------- | ------------------- | ------------------- |
| 1                   | Arabia Saudíta         | 860.5               | 4                    |                      |                     |                     |                     |                     |
| 2                   | Catar                  | 838.2               | 4                    |                      |                     |                     |                     |                     |
| 3                   | Irán                   | 813.5               | 3                    | 1                    |                     |                     |                     |                     |
| 4                   | Emiratos Árabes Unidos | 750.2               | 2                    | 2                    |                     |                     |                     |                     |
| 5                   | Uzbekistán             | 680.8               | 2                    | 1                    |                     |                     |                     |                     |
| 6                   | Jordania               | −128.7              |                      |                      | 2                   |                     |                     |                     |
| 7                   | Baréin                 | -                   |                      |                      | 2                   |                     |                     |                     |
| 8                   | Irak                   | -                   |                      |                      | 2                   |                     |                     |                     |
| 9                   | Kuwait                 | -                   |                      |                      | 2                   |                     |                     |                     |
| 10                  | Líbano                 | -                   |                      |                      | 2                   |                     |                     |                     |
| 11                  | Omán                   | -                   |                      |                      | 2                   |                     |                     |                     |
| 12                  | Tayikistán             | -                   |                      |                      | 1                   | 1                   |                     |                     |
| 13                  | Siria                  | -                   |                      |                      | 1                   |                     | 1                   |                     |
| 14                  | Yemen                  | -                   |                      |                      | 1                   |                     | 1                   |                     |
| 15                  | Bangladés              |                     |                      |                      |                     |                     |                     | 1                   |
| 16                  | Bután                  | -                   |                      |                      |                     |                     |                     | 1                   |
| 17                  | Kirguistán             | -                   |                      |                      |                     |                     |                     | 1                   |
| 18                  | Nepal                  | -                   |                      |                      |                     |                     |                     | 1                   |
| 19                  | Pakistán               | -                   |                      |                      |                     |                     |                     | 1                   |
| 20                  | Palestina              | -                   |                      |                      |                     |                     |                     | 1                   |
| 21                  | Sri Lanka              | -                   |                      |                      |                     |                     |                     | 1                   |
| 22                  | Turkmenistán           | -                   |                      |                      |                     |                     |                     | 1                   |
| 23                  | Afganistán             | -                   |                      |                      |                     |                     |                     | 0                   |
| Total Participantes | Total Participantes    | Total Participantes | 15                   | 4                    | 15                  | 1                   | 2                   | 8                   |
| Total Participantes | Total Participantes    | Total Participantes | 18                   | 18                   | 18                  | 18                  | 18                  | 8                   |

- Jordania era elegible para la Liga de Campeones de la AFC pero no tenía las licencias requeridas
- Un cupo de fase de grupos de Uzbekistán fue movido a la Zona Este
- Un club de Baréin se retiró por lo que Tayikistán, Siria y Yemen subieron una ronda en la Copa AFC
- Tayikistán fue promovido de la Copa Presidente de la AFC a la Copa AFC para esta temporada
- Afganistán era elegible para la Copa Presidente de la AFC pero desistió su participación
- Bangladés y Bután geográficamente pertenecen a la Zona Este

| Zona Este Asiático  | Zona Este Asiático  | Zona Este Asiático  | Zona Este Asiático   | Zona Este Asiático   | Zona Este Asiático | Zona Este Asiático | Zona Este Asiático | Zona Este Asiático  |
| Asociación          | Asociación          | Puntos              | AFC Champions League | AFC Champions League | AFC Cup            | AFC Cup            | AFC Cup            | AFC President's Cup |
| Asociación          | Asociación          | Puntos              | Fase de Grupos       | Ronda de Play-Off    | Fase de Grupos     | Ronda de Play-Off  | Ronda Previa       | Fase de Grupos      |
| ------------------- | ------------------- | ------------------- | -------------------- | -------------------- | ------------------ | ------------------ | ------------------ | ------------------- |
| 1                   | Japón               | 946.8               | 4                    |                      |                    |                    |                    |                     |
| 2                   | República de Corea  | 886.6               | 4                    |                      |                    |                    |                    |                     |
| 3                   | China               | 796.7               | 4                    |                      |                    |                    |                    |                     |
| 4                   | Australia           | 567.0               | 1                    | 1                    |                    |                    |                    |                     |
| 5                   | Tailandia           | 177.2               | 1                    | 1                    |                    |                    |                    |                     |
| 6                   | India               | −106.4              |                      |                      | 2                  |                    |                    |                     |
| 7                   | Singapur            | −135.1              |                      |                      | 2                  |                    |                    |                     |
| 8                   | Vietnam             | −815.7              |                      |                      | 2                  |                    |                    |                     |
| 9                   | Birmania            | -                   |                      |                      | 2                  |                    |                    |                     |
| 10                  | Hong Kong           | -                   |                      |                      | 2                  |                    |                    |                     |
| 11                  | Indonesia           | -                   |                      |                      | 2                  |                    |                    |                     |
| 12                  | Malasia             | -                   |                      |                      | 2                  |                    |                    |                     |
| 13                  | Maldivas            | -                   |                      |                      | 2                  |                    |                    |                     |
| 14                  | Camboya             | -                   |                      |                      |                    |                    |                    | 1                   |
| 15                  | Filipinas           | -                   |                      |                      |                    |                    |                    | 1                   |
| 16                  | Mongolia            | -                   |                      |                      |                    |                    |                    | 1                   |
| 17                  | Taiwán              | -                   |                      |                      |                    |                    |                    | 1                   |
| 18                  | Brunéi Darussalam   | -                   |                      |                      |                    |                    |                    | 0                   |
| 19                  | Guam                | -                   |                      |                      |                    |                    |                    | 0                   |
| 20                  | Laos                | -                   |                      |                      |                    |                    |                    | 0                   |
| 21                  | Macao               | -                   |                      |                      |                    |                    |                    | 0                   |
| 22                  | RPD Corea           | -                   |                      |                      |                    |                    |                    | 0                   |
| 23                  | Timor Oriental      | -                   |                      |                      |                    |                    |                    | 0                   |
| Total Participantes | Total Participantes | Total Participantes | 14                   | 2                    | 16                 | 0                  | 0                  | 4                   |
| Total Participantes | Total Participantes | Total Participantes | 16                   | 16                   | 16                 | 16                 | 16                 | 4                   |

- India, Singapur y Vietnam eran elegibles para la Liga de Campeones de la AFC pero no tenían las licencias requeridas
- Guam y Laos, Macao, RPD Corea y Timor Oriental eran elegibles para la Copa Presidente de la AFC pero desistieron su participación
- India y Maldivas geográficamente pertenecen a la Zona Oeste

### Clasificados
| Asociación         | Club                   | Sistema de Clasificación                                   | Apariciones | Última |
| ------------------ | ---------------------- | ---------------------------------------------------------- | ----------- | ------ |
| Bangladés          | Abahani Limited Dhaka  | Campeón de la Bangladesh League 2012                       | 5           | 2011   |
| Bután              | Yeedzin                | Campeón de la A-Division 2012/13                           | 4           | 2012   |
| Camboya            | Boeun Ket Rubber Field | Campeón de la Liga C 2012                                  | 1           |        |
| República de China | Taiwan Power Company   | Campeón de la City A-League 2012                           | 6           | 2012   |
| Kirguistán         | Dordoi Bishkek         | Campeón de la Kirguistán League 2012                       | 8           | 2012   |
| Mongolia           | Erchim                 | Campeón de la Mongolia Premier League 2012                 | 2           | 2012   |
| Nepal              | Three Star Club        | Campeón de la Martyr's Memorial A-Division League 2012/13  | 2           | 2005   |
| Pakistán           | KRL                    | Campeón de la Pakistan Premier League 2012/13              | 3           | 2012   |
| Palestina          | Hilal Al-Quds          | Campeón de la West Bank Premier League 2011/12             | 1           |        |
| Filipinas          | Global FC              | Campeón de la UFL 1 2012                                   | 1           |        |
| Sri Lanka          | Sri Lanka Army SC      | Subcampeón de la Sri Lanka Football Premier League 2011/12 | 2           | 2009   |
| Turkmenistán       | Balkan                 | Campeón de la Ýokary Liga 2012                             | 3           | 2012   |

## Sedes
| Katmandú                   | Cebu City               | Phnom Penh        | Malacca            |
| -------------------------- | ----------------------- | ----------------- | ------------------ |
| Dasarath Rangasala Stadium | Cebu City Sports Center | Olympic Stadium   | Hang Jebat Stadium |
| Capacidad: 17,800          | Capacidad: 5,500        | Capacidad: 70,000 | Capacidad: 40,000  |
|                            |                         |                   |                    |

## Fase de grupos
El sorteo se realizó el 19 de marzo del 2013, en la sede de la AFC en Kuala Lumpur, Malasia. Los 12 equipos fueron emparejados en 3 cuadrangulares. Se enfrentaban a 1 vuelta en una sede definida por grupo, como Camboya, Nepal, y las Filipinas según la AFC. Los dos primeros lugares de cada grupo avanzan a la siguiente ronda.

### Criterios de Desempate
Se clasifican en puntos (3 por victoria, 1 por empate, 0 por derrota). si hay empate en puntos, los criterios de desempate son los siguientes:
1. Más puntos obtenidos con los enfrentamientos directos de los equipso involucrados (diferencia particular)
2. Gol diferencia entre los equipos involucrados
3. Más goles anotados entre los equipos involucrados
4. Gol diferencia en todos los partidos del grupo
5. Más goles anotados en todos los partidos del grupo
6. tiros desde el punto penal entre los equipos involucrados
7. Menor cantidad de puntos obtenida con las tarjetas recibidas (1 punto por cada tarjeta amarilla, 3 punto por acumulación de 2 tarjetas amarillas, 3 puntos por cada tarjeta roja, 4 puntos por una expulsión por doble tarjeta amarilla)
8. Rifa

### Grupo A
Los partidos se jugaron en Katmandú, Nepal.
| Pos. | Equipo                | Pts. | PJ | G | E | P | GF | GC | Dif. | Clasificación |
| ---- | --------------------- | ---- | -- | - | - | - | -- | -- | ---- | ------------- |
| 1    | Three Star Club (H)   | 5    | 3  | 1 | 2 | 0 | 5  | 3  | +2   | Ronda final   |
| 2    | Erchim                | 4    | 3  | 1 | 1 | 1 | 1  | 2  | −1   | Ronda final   |
| 3    | Taiwan Power Company  | 3    | 3  | 0 | 3 | 0 | 3  | 3  | 0    |               |
| 4    | Abahani Limited Dhaka | 2    | 3  | 0 | 2 | 1 | 2  | 3  | −1   |               |

 Fuente: 
| 7 de mayo de 2013 | Taipower | 0 – 0   | Erchim | Dasarath Rangasala Stadium, Katmandú                       |                                                            |
|                   |          | Reporte |        | Asistencia: 1000 espectadores Árbitro(s): Masoud Tufaylieh | Asistencia: 1000 espectadores Árbitro(s): Masoud Tufaylieh |

| 7 de mayo de 2013 | Three Star Club | 1 – 1   | Abahani Limited | Dasarath Rangasala Stadium, Katmandú                 |                                                      |
|                   | Shrestha 15'    | Reporte | Towhidul 38'    | Asistencia: 4000 espectadores Árbitro(s): Ali Shaban | Asistencia: 4000 espectadores Árbitro(s): Ali Shaban |

| 9 de mayo de 2013 | Abahani Limited | 1 – 1   | Taipower          | Dasarath Rangasala Stadium, Katmandú                        |                                                             |
|                   | Shakhawat 5'    | Reporte | Huang Kai-jun 14' | Asistencia: 600 espectadores Árbitro(s): Çarymyrat Gurbanow | Asistencia: 600 espectadores Árbitro(s): Çarymyrat Gurbanow |

| 9 de mayo de 2013 | Erchim | 0 – 2   | Three Star Club       | Dasarath Rangasala Stadium, Katmandú                      |                                                           |
|                   |        | Reporte | Zikahi 10' · Femi 64' | Asistencia: 3000 espectadores Árbitro(s): Khurram Shahzad | Asistencia: 3000 espectadores Árbitro(s): Khurram Shahzad |

| 11 de mayo de 2013 | Erchim         | 1 – 0   | Abahani Limited | Dasarath Rangasala Stadium, Katmandú                 |                                                      |
|                    | Batbilguun 59' | Reporte |                 | Asistencia: 1000 espectadores Árbitro(s): Ali Shaban | Asistencia: 1000 espectadores Árbitro(s): Ali Shaban |

| 11 de mayo de 2013 | Three Star Club            | 2 – 2   | Taipower                               | Dasarath Rangasala Stadium, Katmandú                       |                                                            |
|                    | Zikahi 7' · Budhathoki 15' | Reporte | Kuo Yin-hung 20' · Huang Kai-jun 45+1' | Asistencia: 7000 espectadores Árbitro(s): Ammar Al-Jeneibi | Asistencia: 7000 espectadores Árbitro(s): Ammar Al-Jeneibi |

### Grupo B
Los partidos se jugaron en Cebu City, Filipinas del 8 al 12 de mayo.
| Pos. | Equipo         | Pts. | PJ | G | E | P | GF | GC | Dif. | Clasificación |
| ---- | -------------- | ---- | -- | - | - | - | -- | -- | ---- | ------------- |
| 1    | Dordoi Bishkek | 7    | 3  | 2 | 1 | 0 | 16 | 2  | +14  | Ronda final   |
| 2    | KRL            | 7    | 3  | 2 | 1 | 0 | 11 | 1  | +10  | Ronda final   |
| 3    | Global (H)     | 3    | 3  | 1 | 0 | 2 | 6  | 8  | −2   |               |
| 4    | Yeedzin        | 0    | 3  | 0 | 0 | 3 | 0  | 22 | −22  |               |

 Fuente: 
| 8 de mayo de 2013 | Dordoi Bishkek | 1 – 1   | KRL              | Cebu City Sports Center, Cebu City                      |                                                         |
|                   | Kharchenko 23' | Reporte | Ishaq 50' (pen.) | Asistencia: 1,100 espectadores Árbitro(s): Nivon Robesh | Asistencia: 1,100 espectadores Árbitro(s): Nivon Robesh |

| 8 de mayo de 2013 | Global                                                                     | 5 – 0   | Yeedzin | Cebu City Sports Center, Cebu City                           |                                                              |
|                   | Reichelt 5' · De Murga 9' · Starosta 15' · Bahadoran 20' · Mw. Angeles 64' | Reporte |         | Asistencia: 2,500 espectadores Árbitro(s): Mukhtar Al Yarimi | Asistencia: 2,500 espectadores Árbitro(s): Mukhtar Al Yarimi |

| 10 de mayo de 2013 | Yeedzin | 0 – 9   | Dordoi Bishkek                                                                      | Cebu City Sports Center, Cebu City                         |                                                            |
|                    |         | Reporte | Murzaev 9' 41' 50' 72' 80' (pen.) · Rustamov 30' 84' · Shamshiev 54' · Kaleutin 62' | Asistencia: 900 espectadores Árbitro(s): Mohammad Abu Loum | Asistencia: 900 espectadores Árbitro(s): Mohammad Abu Loum |

| 10 de mayo de 2013 | KRL                 | 2 – 0   | Global | Cebu City Sports Center, Cebu City                 |                                                    |
|                    | Khan 12' · Adil 77' | Reporte |        | Asistencia: 4,352 espectadores Árbitro(s): Wang Di | Asistencia: 4,352 espectadores Árbitro(s): Wang Di |

| 12 de mayo de 2013 | KRL                                                                                       | 8 – 0   | Yeedzin | Cebu City Sports Center, Cebu City                                 |                                                                    |
|                    | Kalim Ullah 4' (pen.) 71' 75' 83' 90+1' · Abid Khan 37' · Us-Salam 44' · Saad Ullah 45+1' | Reporte |         | Asistencia: 1,315 espectadores Árbitro(s): Nagor Amir Noor Mohamed | Asistencia: 1,315 espectadores Árbitro(s): Nagor Amir Noor Mohamed |

| 12 de mayo de 2013 | Global      | 1 – 6   | Dordoi Bishkek                                                | Cebu City Sports Center, Cebu City                      |                                                         |
|                    | De Murga 9' | Reporte | Murzaev 14' 25' (pen.) 55' 64' · Shamshiev 77' · Tetteh 90+3' | Asistencia: 4,725 espectadores Árbitro(s): Nivon Robesh | Asistencia: 4,725 espectadores Árbitro(s): Nivon Robesh |

### Grupo C
Los partidos se jugaron en Phnom Penh, Camboya del 6 al 10 de mayo.
| Pos. | Equipo                      | Pts. | PJ | G | E | P | GF | GC | Dif. | Clasificación |
| ---- | --------------------------- | ---- | -- | - | - | - | -- | -- | ---- | ------------- |
| 1    | Balkan                      | 9    | 3  | 3 | 0 | 0 | 10 | 2  | +8   | Ronda final   |
| 2    | Hilal Al-Quds               | 6    | 3  | 2 | 0 | 1 | 13 | 3  | +10  | Ronda final   |
| 3    | Boeung Ket Rubber Field (H) | 3    | 3  | 1 | 0 | 2 | 6  | 3  | +3   |               |
| 4    | Sri Lanka Army              | 0    | 3  | 0 | 0 | 3 | 0  | 21 | −21  |               |

 Fuente: 
| 6 de mayo de 2013 | Hilal Al-Quds                      | 2 – 3   | Balkan                         | Olympic Stadium, Phnom Penh                           |                                                       |
|                   | Abu Rwais 39' · Kettlun 73' (pen.) | Reporte | Garadanow 5' · Gurbani 79' 89' | Asistencia: 400 espectadores Árbitro(s): Yu Ming-hsun | Asistencia: 400 espectadores Árbitro(s): Yu Ming-hsun |

| 6 de mayo de 2013 | Boeun Ket                                                    | 6 – 0   | Sri Lanka Army SC | Olympic Stadium, Phnom Penh                              |                                                          |
|                   | Vathanaka 8' 27' (pen.) 61' 89' · Sokngon 72' · Sokpheng 85' | Reporte |                   | Asistencia: 4,000 espectadores Árbitro(s): Mohanad Qasim | Asistencia: 4,000 espectadores Árbitro(s): Mohanad Qasim |

| 8 de mayo de 2013 | Sri Lanka Army SC | 0 – 10  | Hilal Al-Quds | Olympic Stadium, Phnom Penh                           |                                                       |
|                   |                   | Reporte | Kettlun 13' (pen.) 48' (pen.) 79' · Abugharqud 35' 49' · Obaid 66' · Lafi 68' 86' · Abu Jazar 90' · Abu Rwais 90+2' | Asistencia: 700 espectadores Árbitro(s): Pratap Singh | Asistencia: 700 espectadores Árbitro(s): Pratap Singh |

| 8 de mayo de 2013 | Balkan                      | 2 – 0   | Boeun Ket | Olympic Stadium, Phnom Penh                                   |                                                               |
|                   | Garadanow 8' · Şirmedow 85' | Reporte |           | Asistencia: 5,000 espectadores Árbitro(s): Tayeb Shamsuzzaman | Asistencia: 5,000 espectadores Árbitro(s): Tayeb Shamsuzzaman |

| 10 de mayo de 2013 | Balkan                                                                              | 5 – 0   | Sri Lanka Army SC | Olympic Stadium, Phnom Penh                           |                                                       |
|                    | Çoňkaýew 2' · Baýramow 13' · Şirmedow 56' · Atamämmedow 74' · Yamanalage 79' (a.g.) | Reporte |                   | Asistencia: 500 espectadores Árbitro(s): Yu Ming-hsun | Asistencia: 500 espectadores Árbitro(s): Yu Ming-hsun |

| 10 de mayo de 2013 | Boeun Ket | 0 – 1   | Hilal Al-Quds  | Olympic Stadium, Phnom Penh                              |                                                          |
|                    |           | Reporte | Abugharqud 87' | Asistencia: 5,500 espectadores Árbitro(s): Mohanad Qasim | Asistencia: 5,500 espectadores Árbitro(s): Mohanad Qasim |

## Fase final
Los seis equipos clasificados a esta ronda serán distribuidos en 2 triangulares bajo un sistema de una vuelta todos contra todos, utilizando los mismos criterios de desempate de la fase de grupos. Los ganadores de cada grupo disputarán la final, la cual se jugará a un único partido, en donde si hay empate se jugará tiempo extra, y de continuar el empate se realizarán tiros desde el punto penal.

### Grupo A
| Pos. | Equipo          | Pts. | PJ | G | E | P | GF | GC | Dif. | Clasificación |
| ---- | --------------- | ---- | -- | - | - | - | -- | -- | ---- | ------------- |
| 1    | Balkan          | 6    | 2  | 2 | 0 | 0 | 10 | 0  | +10  | Final         |
| 2    | Erchim          | 1    | 2  | 0 | 1 | 1 | 1  | 5  | −4   |               |
| 3    | Three Star Club | 1    | 2  | 0 | 1 | 1 | 1  | 7  | −6   |               |

 Fuente: 
| 23 de septiembre de 2013 | Three Star Club | 0:6 | Balkan                                                                                       | Stadium Hang Jebat, Melaka                       |                                                  |
|                          |                 |     | Tkaçenko 22' · Garadanow 24' · Saparow 59' · Şermetow 63' · Gurbani 78' (pen.) · Çoňkaýe 87' | Asistencia: 156 espectadores Árbitro(s): M. Taqi | Asistencia: 156 espectadores Árbitro(s): M. Taqi |

| 25 de septiembre de 2013 | Erchim    | 1:1 | Three Star Club | Stadium Hang Jebat, Melaka                              |                                                         |
|                          | Zorigt 8' |     | Zikahi 90+1'    | Asistencia: 245 espectadores Árbitro(s): Mohanad Sarray | Asistencia: 245 espectadores Árbitro(s): Mohanad Sarray |

| 27 de septiembre de 2013 | Balkan                                                  | 4:0 | Erchim | Stadium Hang Jebat, Malaka     |                                |
|                          | Saparow 59' · Gurbani 76' (pen.), 86' · Hojaahmedow 81' |     |        | Árbitro(s): Abdullah Al Hilali | Árbitro(s): Abdullah Al Hilali |

### Grupo B
| Pos. | Equipo         | Pts. | PJ | G | E | P | GF | GC | Dif. | Clasificación |
| ---- | -------------- | ---- | -- | - | - | - | -- | -- | ---- | ------------- |
| 1    | KRL            | 6    | 2  | 2 | 0 | 0 | 3  | 0  | +3   | Final         |
| 2    | Hilal Al-Quds  | 3    | 2  | 1 | 0 | 1 | 3  | 4  | −1   |               |
| 3    | Dordoi Bishkek | 0    | 2  | 0 | 0 | 2 | 2  | 4  | −2   |               |

 Fuente: 
| 23 de septiembre de 2013 | Dordoi Bishkek | 0:1 | KRL         | Stadium Hang Jebat, Melaka                                |                                                           |
|                          |                |     | K Ullah 76' | Asistencia: 185 espectadores Árbitro(s): Ammar Al-Jeneibi | Asistencia: 185 espectadores Árbitro(s): Ammar Al-Jeneibi |

| 25 de septiembre de 2013 | Hilal Al-Quds              | 3:2 | Dordoi Bishkek                | Stadium Hang Jebat, Melaka                                            |                                                                       |
|                          | Salhe 57' · Roma 85' 90+3' |     | Otkeev 45+2' · Rustamov 90+1' | Asistencia: 250 espectadores Árbitro(s): Mohd Amirul Izwan Bin Yaacob | Asistencia: 250 espectadores Árbitro(s): Mohd Amirul Izwan Bin Yaacob |

| 27 de septiembre de 2013 | KRL                    | 2:0 | Hilal Al-Quds | Stadium Hang Jebat, Melaka                                               |                                                                          |
|                          | Ullah 77' · Adil 90+3' |     |               | Asistencia: 197 espectadores Árbitro(s): Muhammad Taqi Al-Jaafari Jahari | Asistencia: 197 espectadores Árbitro(s): Muhammad Taqi Al-Jaafari Jahari |

## Final
| 29 de septiembre de 2013 | Balkan      | 1:0 | KRL | Stadium Hang Jebat, Melaka                                                  |                                                                             |
|                          | Gurbani 87' |     |     | Asistencia: 578 espectadores Árbitro(s): Ammar Ali Abdulla Jumaa Al Junaibi | Asistencia: 578 espectadores Árbitro(s): Ammar Ali Abdulla Jumaa Al Junaibi |

## Campeón
| Copa Presidente de la AFC 2013 |
| ------------------------------ |
| Bandera de Turkmenistán        |
| FC Balkan 1.º Título           |

## Goleadores
| Pos. | Jugador             | Club                    | Fase de grupos | Fase Final | Total |
| ---- | ------------------- | ----------------------- | -------------- | ---------- | ----- |
| 1    | Mirlan Murzayev     | Dordoi Bishkek          | 9              | 0          | 9     |
| 2    | Kalim Ullah         | KRL                     | 5              | 2          | 7     |
| 3    | Amir Gurbani        | Balkan                  | 2              | 4          | 6     |
| 4    | Roberto Kettlun     | Hilal Al-Quds           | 4              | 0          | 4     |
| 4    | Chan Vathanaka      | Boeung Ket Rubber Field | 4              | ×          | 4     |
| 6    | Iyad Abu Gharqoud   | Hilal Al-Quds           | 3              | 0          | 3     |
| 6    | Mämmedaly Garadanow | Balkan                  | 2              | 1          | 3     |
| 6    | Tursunali Rustamov  | Dordoi Bishkek          | 2              | 1          | 3     |
| 6    | Rahmet Şirmedow     | Balkan                  | 2              | 1          | 3     |
| 6    | Léonce Dodoz Zikahi | Three Star Club         | 2              | 1          | 3     |

Fuente: